# Revelation Zero (Part 2)
«Revelation zero (Part 2)» es el duodécimo episodio de la primera temporada de la serie de televisión FlashForward, de la cadena ABC. Fue escrito por los guionistas Seth Hoffman y Marc Guggenheim y dirigido por John Polson. Fue transmitido en Estados Unidos el 18 de marzo de 2010.
- Datos: Q7317829